# Myriopteris lendigera
Myriopteris lendigera är en kantbräkenväxtart som först beskrevs av Antonio José Cavanilles, och fick sitt nu gällande namn av John Smith. Myriopteris lendigera ingår i släktet Myriopteris och familjen Pteridaceae. Inga underarter finns listade.